# Піррон
Пірро́н з Еліди (грец. Πύρρων, близько 360 до н. е. — близько 270 до н. е.) — давньогрецький філософ, засновник філософської школи скептицизму. Власне вчення Піррона називають пірронізмом.

## Біографія
Народився у 360 році до н. е. в Еліді. Походив з бідної родини і в молодості працював живописцем. Вчителями Піррона вважаються мегарик Стільпон або атоміст Анаксарх. У 332 році до н. е. брав участь в поході Александра Македонського до Індії. За переказами, був вражений стійкістю індійських факірів, що вплинуло на його філософські погляди. По поверненню до Греції заснував власну школу.
Сам Піррон нічого не записував, а його погляди відомі за записами його учнів, особливо Тімона з Фліунта, і за викладом Євсевія. Помер у віці 90 років, маючи славу відомого філософа.

## Філософські погляди
Євсевій сформулював три основні питання Тімона: «Яка природа речей?», «Як ми повинні до них ставитися?» і «Що має випливати для нас із цього ставлення?».
На перше запитання Піррон і Тімон відповідали, що людина сприймає своїми відчуттями тільки характеристики речей, такі як форма чи колір, але не може дізнатися суть речей. Будь-яке судження суб'єктивне й засновується на традиції чи звичці. Тому відповідь на друге питання — слід дотримуватися принципу епохе — утримуватися від суджень, нічого не стверджувати і не заперечувати. Мудра людина живе в спокої, байдужа до добра і зла чи будь-яких інших протиставлень. Страх втратити блага робить людину нещасною, отже байдужа людина буде щасливою. В той же час неможливо жити, не діючи, тому відповідь на третє питання — варто вчиняти так, як вчиняє більшість. Якщо тіло діє згідно з природними законами, то потрібно дотримуватися незворушності хоча б у розумі.
Послідовником пірронізму був Енесідем, а його завершителем можна вважати Секста Емпірика (2 століття нашої ери). Погляди пірроністів споріднені з поглядами сучасних фалібілістів.